# Граціелла Граната
Граціелла Граната (італ. Graziella Granata, * 16 березня 1941, Рим) — італійська актриса.

## Біографія
Після закінчення «Centro Sperimentale ді Cinematografia», і після деяких другорядних ролей у пригодницьких фільмах і комедіях, завдяки договору з режисером Анджело Ріццолі, Граціелла Граната з середини шістдесятих років отримувала хороші ролі у фільмах першого ґатунку. Працювала з Паскуале Феста Кампаніле, Массімо Франчіоза, Маріо Камеріні, Луїджі Коменчіні і особливо Алессандро Блазетті, який надав їй провідну роль в комедії «La ragazza del bersagliere» 1967 року, за що акторка отримала премію «Давид ді Донателло» за найкращу жіночу роль. Однак, незважаючи на ці успіхи, Граціелла знялася у декількох спагеті-вестернах і на початку сімдесятих присвятила себе театру, залишивши кіно.

## Фільмографія
- La scimitarra del Saraceno, regia di Piero Pierotti (1959)
- I piaceri dello scapolo (1960)
- Maciste, l'uomo più forte del mondo (1961)
- La strage dei vampiri (1962)
- Il segno del vendicatore (1962)
- Appuntamento in Riviera (1962)
- I 4 tassisti (1963, episodio Un'opera buona)
- Lo sparviero dei Caraibi (1963)
- Liolà (1963)
- Aimez-vous les femmes? (1964)
- Le voci bianche (1964)
- Amori pericolosi (1964, episodio Il passo)
- Comizi d'amore (1965)
- Una moglie americana, regia di Gian Luigi Polidoro (1965)
- Il compagno Don Camillo (1965)
- La ragazza del bersagliere (1966)
- Ischia operazione amore (1966)
- Io, io, io... e gli altri (1966)
- Incompreso (1966)
- Bersaglio mobile (1967)
- Satyricon (1968)
- Al di là della legge (1968)
- Siamo tutti matti? (1968)
- Delitto quasi perfetto, regia di Mario Camerini (1969)
- Cinque figli di cane (1969)
- Il trapianto (1970)
- Fratello ladro (1972)
- Don Camillo e i giovani d'oggi (1972, episodio Flora)

## Джерело
- Граціелла Граната на сайті IMDb (англ.)

| Актор | Це незавершена стаття про акторку. Ви можете допомогти проєкту, виправивши або дописавши її. |